# Аль-Аглі (Амман)
Спортивний клуб «Аль-Аглі» або «Аль-Аглі» (араб. النادي الأهلي) — йорданський футбольний клуб із міста Амман, який виступає у Про-лізі.

## Історія
Клуб було засновано в 1944 році групою молодих людей, які закладали основи спортивного, соціального та культурного життя в Йорданії. Назву клубу («Аль-Аглі») урочисто дав Його Величність (нині покійний) король Абдулла бен аль-Гуссейн I. Загалом клуб виграв 8 чемпіонських титулів (останній датується 1979 роком), 1 кубок та 1 суперкубок країни.
Протягом своєї історії лише 1 разу клуб мав змогу взяти участь в континентальному турнірі, Кубку азійських чемпіонів 2002 року, проте керівництво клубу вирішило відмовитися від участі в першому раунді турніру (його суперником мав стати саудівський Аль-Іттіхад).
В сезоні 2010/11 років клуб покинув турнір, після того як вирішив під час сезону знятися з його розіграшу.

## Досягнення
- Прем'єр-ліга
  -  Чемпіон (8): 1947, 1949, 1950, 1951, 1954, 1975, 1978, 1979
  -  Бронзовий призер (4): 1986, 1989, 2000, 2016

- Дивізіон 1 (Йорданія)
  -  Срібний призер (2): 2010, 2014
  -  Бронзовий призер (2): 2009, 2012

- Кубок Йорданії
  -  Володар (1): 2016
  -  Фіналіст (1): 1984

- Суперкубок Йорданії
  -  Володар (1): 2016

## Статистика виступів на континентальних турнірах
- Кубку азійських чемпіонів: 1 участь

2002 - відмовився від участі в Першому раунді турніру

## Постачальники форми
- Jako
- Adidas

## Відомі гравці
- Анас Таріф
- Раед аль-Наватір
- Ахмед Нофал
- Мохаммад Омар Шишані
- Набіл Аль-Омарі
- Алаа Дахл Аллах
- Алаа аль-Маумані
- Бассам аль-Катіб
- Рафат Джалал
- Нарт Жадай
- Анзур Нафаш
- Ракан аль-Каліді
- Махмуд аль-Марді
- Ферас Салех
- Анзор Нафаш
- Самір Раджа
- Елізео Гусфреді
- Едгар Ліма ді Мелью
- Леонарду Пінту
- Алан Соужа
- Лука Чезаріні
- Маркус Маколі
- Тіа Денніс
- Ахмед Мраш
- Самір Лааруссі

## Відомі тренери
- Ісса аль-Тюрк
- Ніхад аль-Сукар
- Махер Бахрі